# Będargowo (powiat policki)
Będargowo (niem. Mandelkow) – wieś w Polsce położona w województwie zachodniopomorskim, w powiecie polickim, w gminie Kołbaskowo, w odległości 8 km na południowy zachód od Szczecina.
Wieś jest sołectwem. Na terenie wsi znajduje się kościół pw. NMP Wspomożycielki Wiernych z XIII wieku.
Według danych z 1 stycznia 2011 Będargowo liczyło 328 mieszkańców.
Będargowo połączone jest ze Szczecinem miejską linią autobusową.

## Historia
Pierwsze wzmianki o wsi pochodzą z dokumentu księżnej Anastazji z 1220, w którym poświadcza, że darowała wieś Będargowo kościołowi św. Jakuba w Szczecinie, i że biskup kamieński Zygwin poświęcił miejsce pod ołtarz i cmentarz. Wieś pozostawała własnością kościoła do czasów reformacji. W średniowieczu wieś miała kształt owalnicy, zatarty później przez wielokrotną przebudowę układu przestrzennego. Grunty wiejskie były gospodarowane przez lenników, wśród których wielu wywodziło się z bogatych rodzin mieszczańskich. Pod koniec XV w. dochody ze wsi czerpała także żona ks. Bogusława X Anna Jagiellonka. W XVII w. wieś została zniszczona, a jej pełna odbudowa jako wsi chłopskiej datuje się od XIX w. W 1833 r. w Będargowie znajdowało się 14 pełnych gospodarstw chłopskich i 4 gospodarstwa osadnicze, a ponadto karczma i kuźnia. W 1862 r. we wsi w 57 rodzinach było 342 mieszkańców, gospodarowano na 3277 morgach ziemi. We wsi hodowano 50 koni, 150 sztuk bydła, 750 owiec i 110 świń.
W 1925 r. Bedargowo liczyło 366, w 1933 r. 318, a w 1939 r. 325 mieszkańców.
W latach 1954–1971 wieś należała i była siedzibą władz gromady Będargowo, po jej zniesieniu w gromadzie Dołuje. W latach 1946–1998 miejscowość należała administracyjnie do województwa szczecińskiego.

## Galeria

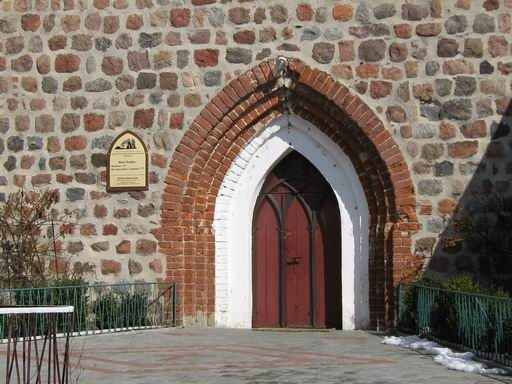
Kościół w Będargowie, portal zachodni
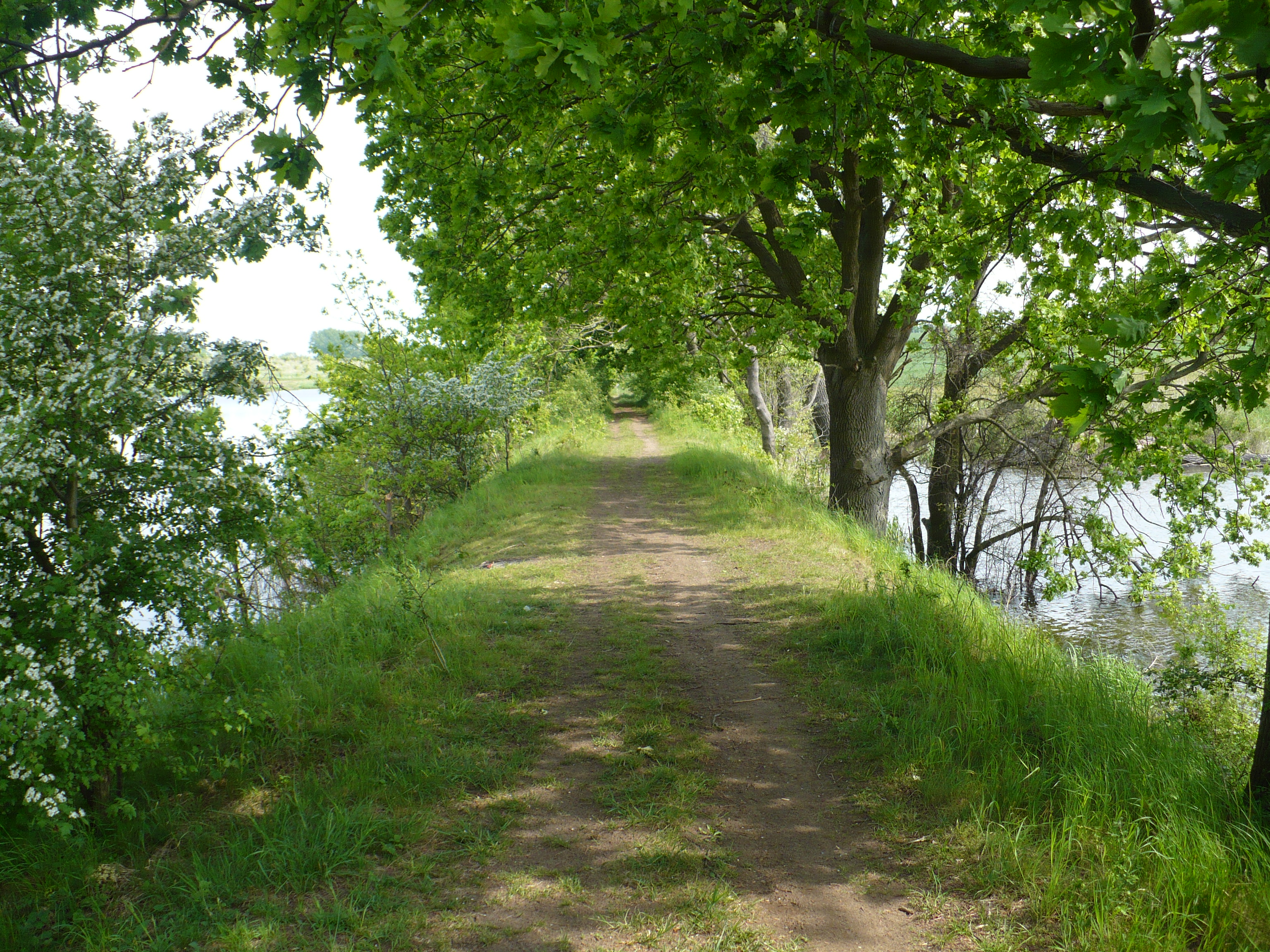
Stawy i nasyp dawnej trasy wąskotorowej Gumieńce – Casekow